# 大茉莉休閒農場
大茉莉環保休閒農場(通稱「大茉莉農莊」)位於屏東縣里港鄉載興村載南路19號12弄20號，是一間坐落於里港郊區的環保休閒教育園區。該農場的特色為以報紙、水泥製成的紙磚建成的「報紙屋」，以及手工窯烤披薩等。

## 起源
農場主人羅約翰(John Lamorie，加拿大人)原定居紐西蘭，於2000年來到臺灣，認識妻子吳連春，兩人婚後在開設補習班教書之餘，計畫在屏東里港打造一座農莊。
羅約翰的興趣是木工、泥作、彩繪玻璃、園藝，當他得知在美國有人利用報紙蓋房子時，激起了他的興趣，於是自己上網蒐集資料、研究紙屋結構。之後他收集了上千公斤的報紙，製成大量的紙磚，開始興建報紙屋，並從老舊的日式房屋、拆建的學校教室中取得舊門窗和木頭，重新刨除整理後，做成房屋的樑柱和窗戶。
羅約翰以自己的姓氏，為農莊命名。

## 報紙磚
該農莊房屋最大的特色，莫過於將報紙、水泥及清水以1:1:5的比例混合所打製成的「報紙磚」，最近紙磚裡還加入了保特瓶，可達到更佳的隔音、隔熱效果。為了製作大量的紙漿，羅約翰還利用廢棄輪胎、塑膠桶，做了一臺大型的紙漿機，將紙漿機固定在貨車後方，藉由車輛行駛時帶動紙漿機下方的輪胎滾動，使其內部的刀片攪碎報紙並與水泥均勻混合。

## 建築
報紙屋不但隔熱、隔音、防震，由於在外圍還塗上矽膠漆的關係，更達到防水的效果，屋內冬暖夏涼。令人津津樂道的是報紙屋在八八風災、甲仙大地震及九一九風災過後毫髮無損，而廣受媒體報導，造成轟動。自2008年開始迄今，已有五棟落成，目前第六棟報紙屋正在興建當中。但和前面五棟不同的是，第六棟房屋將會成為全臺灣第一棟結合鐵與紙磚的兩層樓報紙屋。
以下按照落成先後順序排列
- 教學解說樓：約二十三坪，教學解說用，也是農場主人的起居室。
- 日本厝：利用日式舊屋的門窗，結合紙磚的房屋。
- 腹肚厝：餐廳，房屋外圍利用酒瓶作裝飾。
- 蒙古屋：外觀似蒙古包，為農場與遊客合力完成。
- 無障礙空間廁所
- (第六棟興建中)

## 活動
遊客到農莊可體驗製作報紙磚或窯烤披薩，園區的餐廳(腹肚厝)還提供披薩、手工麵包、香草茶和咖啡等。也可在屋外的水池上划水管和木頭製成的竹筏。